# Lindevang Sogn
Lindevang Sogn 

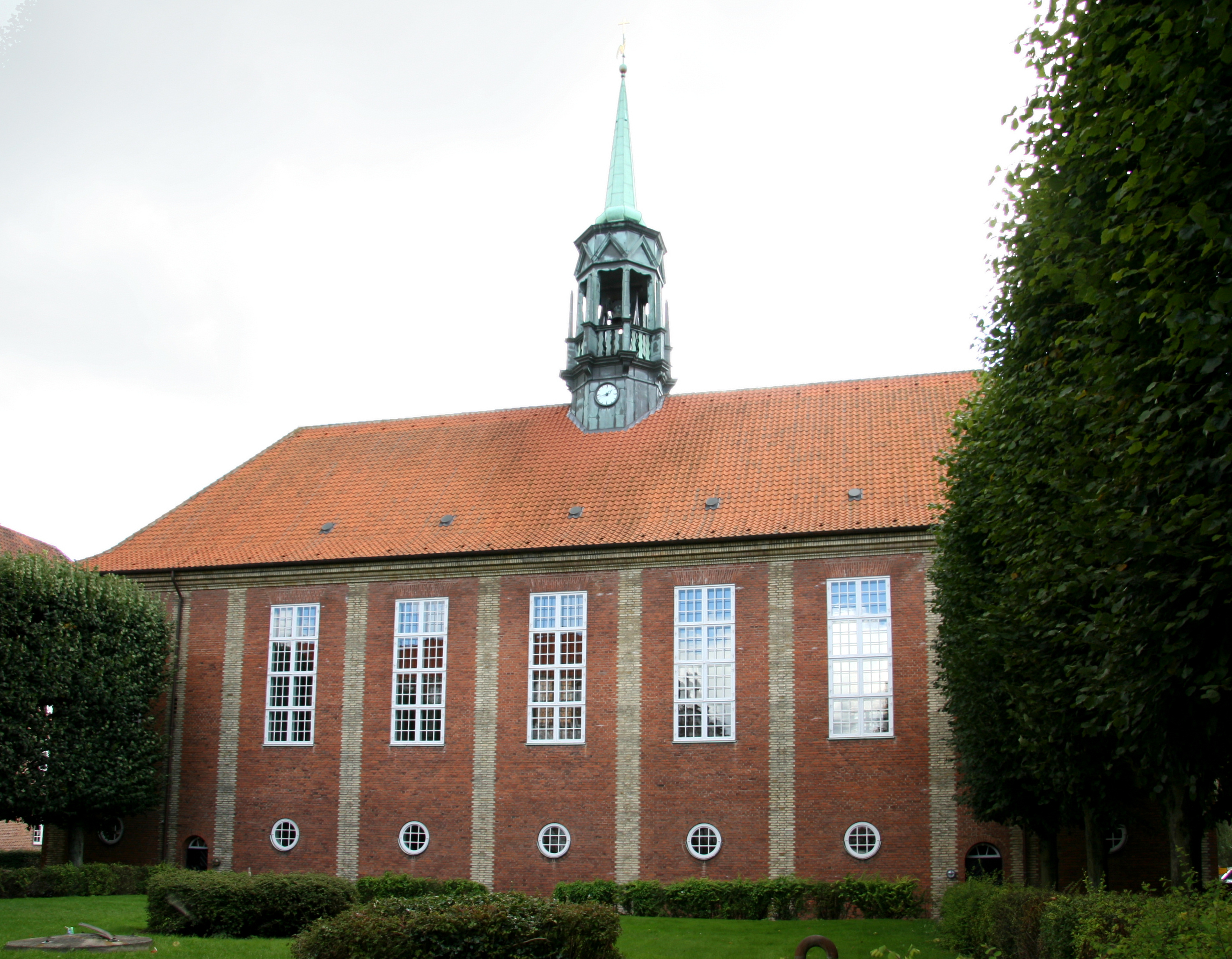
Lindevang Kirke

ist eine Kirchspielsgemeinde (dän.: Sogn)
in der Stadt Frederiksberg im Nordosten der dänischen Insel Sjælland.
Bis 1970 gehörte sie zur Harde Sokkelund Herred im damaligen Københavns Amt, danach zur amtsfreien Frederiksberg Kommune, die im Zuge der  Kommunalreform zum 1. Januar 2007 Teil der Region Hovedstaden geworden ist.
Von den 104.664 Einwohnern von Frederiksberg leben 14.213 im Kirchspiel Lindevang (Stand: 1. Januar 2023). Im Kirchspiel liegt die Kirche „Lindevang Kirke“.
Nachbargemeinden sind im Norden Godthaabs Sogn, im Osten Solbjerg Sogn, im Südosten Frederiksberg Slotssogn und im Westen Flintholm Sogn, ferner in der Frederiksberg umgebenden København Kommune (dt.: Kopenhagen) im Nordwesten Advents Sogn.